# Dennis Mortimer
Dennis George Mortimer (Liverpool, 5 aprile 1952) è un ex calciatore inglese, di ruolo centrocampista.

## Carriera

Mortimer guida i suoi dell’, campioni d’Europa in carica, in campo contro la nel 1983

Mortimer inizia la sua carriera nelle giovanili del Coventry City, arrivando a disputare più di 200 partite con la prima squadra nel ruolo di centrocampista. Qui attrae l'attenzione dell'Aston Villa, che lo acquista nel 1975 per 175.000 sterline.
Ha guidato i suoi alla vittoria della First Division 1980-1981, la prima da più di 70 anni, e alla vittoria della Coppa dei Campioni 1981-1982 ai danni del Bayern Monaco. Aneddoto curioso: dopo la vittoria ha scambiato la maglia con un giocatore del Bayern, e da allora cerca di riottenerla. Ha totalizzato 406 presenze con l'Aston Villa segnando 36 reti.

## Palmarès

### Club

#### Competizioni nazionali
- Coppa di Lega inglese: 1

Aston Villa: 1976-1977
- Campionato inglese: 1

Aston Villa: 1980-1981
- Charity Shield: 1

Aston Villa: 1981

#### Competizioni internazionali
- Coppa dei Campioni: 1

Aston Villa: 1981-1982
- Supercoppa UEFA: 1

Aston Villa: 1982